# Raboseta
La raboseta o llopet ibèric (Cobitis calderoni) és una espècie de peix de la família dels cobítids i de l'ordre dels cipriniformes.
És endèmic de la península Ibèrica.

## Reproducció
És ovípar.

## Alimentació
Menja principalment invertebrats aquàtics.

## Hàbitat
Viu en zones de clima temperat.

## Distribució geogràfica
Es troba a la península Ibèrica: és una espècie de peix endèmica del riu Ebre.

## Estat de conservació
Es troba amenaçat d'extinció a causa de la contaminació, la destrucció del seu hàbitat i la introducció d'espècies invasores.